# I'm with You (chanson)
Singles de Avril Lavigne
Sk8er Boi
(2002) Losing Grip
(2003)
Clip vidéo
[vidéo] « I'm with You », sur YouTube
I'm with You est une chanson de la chanteuse canadienne Avril Lavigne extraite de son premier album studio Let Go, sorti en 2002.
Le 19 novembre 2002 la chanson a été publiée en single aux Etats-Unis. C'était le troisieme et avant-dernier single de cet album.
Aux Etats-Unis, la chanson a atteint le numéro 4 sur le Hot 100 du magazine Billboard.
La chanson a été nommée pour deux Grammys : le Grammy de la chanson de l'année 2003 et le Grammy de la meilleure chanteuse pop.